# Маккорд (Оклахома)
Маккорд (англ. McCord) — переписна місцевість (CDP) в США, в окрузі Осадж штату Оклахома. Населення — 1418 осіб (2020).

## Географія
Маккорд розташований за координатами 36°40′23″ пн. ш. 97°2′9″ зх. д. / 36.67306° пн. ш. 97.03583° зх. д. (36.673096, -97.035946).  За даними Бюро перепису населення США в 2010 році переписна місцевість мала площу 11,35 км², з яких 11,33 км² — суходіл та 0,03 км² — водойми.

## Демографія
Згідно з переписом 2010 року, у переписній місцевості мешкало 1440 осіб у 600 домогосподарствах у складі 438 родин. Густота населення становила 127 осіб/км².  Було 661 помешкання (58/км²).
Расовий склад населення:
| - 85,9 % — білих - 6,3 % — корінних американців - 0,6 % — азіатів - 0,2 % — чорних або афроамериканців |

До двох чи більше рас належало 6,2 %. Частка іспаномовних становила 3,7 % від усіх жителів.
За віковим діапазоном населення розподілялося таким чином: 19,9 % — особи молодші 18 років, 61,7 % — особи у віці 18—64 років, 18,4 % — особи у віці 65 років та старші. Медіана віку мешканця становила 47,4 року. На 100 осіб жіночої статі у переписній місцевості припадало 103,4 чоловіків;  на 100 жінок у віці від 18 років та старших — 104,2 чоловіків також старших 18 років.
Середній дохід на одне домашнє господарство  становив 60 106 доларів США (медіана — 52 847), а середній дохід на одну сім'ю — 72 089 доларів (медіана — 67 895). За межею бідності перебувало 10,5 % осіб, у тому числі 18,1 % дітей у віці до 18 років та 12,3 % осіб у віці 65 років та старших.
Цивільне працевлаштоване населення становило 718 осіб. Основні галузі зайнятості: виробництво — 21,9 %, освіта, охорона здоров'я та соціальна допомога — 18,2 %, роздрібна торгівля — 11,6 %, будівництво — 9,2 %.